# Walter Guerra
Walter A. Guerra (Ciudad de Panamá, Panamá, 7 de junio de 1962) es un exjinete panameño de carreras de caballos pura sangre que participó con éxito tanto en carreras de obstáculos como en carreras planas, ganando esta última dos carreras del Campeonato Mundial Breeders' Cup.

## Carrera
Guerra comenzó a montar en los Estados Unidos en 1979 en el Hipódromo de Calder, donde su éxito a lo largo de los años daría como resultado su ingreso en 1998 al Salón de la Fama del Hipódromo de Calder. Tenía 22 años cuando ganó la Breeders' Cup Juvenile Fillies de 1984 con Outstandingly . Al año siguiente, montó a Cozzene y ganó la Breeders' Cup Mile. En 1996, Walter Guerra se retiró de la equitación, pero regresó brevemente en 1999 antes de retirarse permanentemente.